# Список падишахов Могольской империи
Падишах Могольской империи (перс. پادشاه امپراتوری مغول‎) — титул верховных правителей из династии Бабуридов (ветвь Тимуридов), возглавлявших империю Великих Моголов в 1526—1540 и 1555—1857 годах.

## История титула
В 1526 году представитель ферганской ветви Тимуридов — Захир ад-дин Мухаммад Бабур — основал на территории Восточного Афганистана и Северной Индии государство, впоследствии получившее название империи Великих Моголов (Могольская империя). Бабур принял пышный титул ас-Султан аль-Азам ва-л-Хакан аль-Муккаррам Падшах-и-Гази, основной составляющей которого был древний персидский титул падишах (падшах), который использовали все преемники Бабура вплоть до 1857 года.
Сын и наследник Бабура, падишах Хумаюн, не сумел сохранить власть над территорией, завоёванной его отцом, и в 1540 году вынужден был уступить Северную Индию афганской династии Суридов. Через 15 лет, однако, Хумаюну удалось вернуть себе власть над Северной Индией и восстановить государство Великих Моголов. Следующие 150 лет стали периодом невиданного расцвета и могущества государства Бабуридов.
После периода правления падишаха Аламгира I (Аурангзеба) (ум. 1707) империя начинает последовательно клониться к упадку, что выражается в постепенном увеличении автономности региональных правителей (субадаров), появлении на территории империи новых могущественных этно-политических образований (прежде всего, Маратхской конфедерации) и неуклонном уменьшении фактической власти падишаха. Следствием этого явились более частая смена падишахов на престоле Могольской империи, учащение династических распрей и периодическое появление нескольких претендентов на трон падишаха. Если за первые 170 лет на престоле Бабуридов сменилось 6 падишахов, то за последующие 150 лет (1707—1857) на троне Великих Моголов побывало уже 14 падишахов.

## Перечень падишахов
В перечень включены как общепризнанные правители, коронованные падишахами Могольской империи, так и претенденты из рода Бабуридов, заявлявшие свои претензии на престол и провозглашавшиеся падишахами, но так и не сумевшие утвердиться на троне (последние закрашены серебристым цветом).
| Портрет                                                                                            | Титулатура и тронное имя | Правил                | Правил                | Личное имя/ даты жизни                                             | Родители                                                                                      | Место захоронения     |
| Портрет                                                                                            | Титулатура и тронное имя | с                     | по                    | Личное имя/ даты жизни                                             | Родители                                                                                      | Место захоронения     |
| -------------------------------------------------------------------------------------------------- | --- | --------------------- | --------------------- | ------------------------------------------------------------------ | --------------------------------------------------------------------------------------------- | --------------------- |
| | ас-Султан аль-Азам ва-л-Хакан аль-Мукаррам Захир ад-дин Мухаммад Джалал ад-дин Бабур, Падшах-и-Гази | 30.04.1526            | 26.12.1530            | Захир ад-дин Мухаммад Бабур 14.02.1483 26.12.1530                  | Умар-Шейх-мирза (1456—8.06.1494), праправнук Тамерлана, амир Ферганы                          |                       |
| Кутлуг-Нигар-ханым (1459—1505), дочь хана Могулистана Йунус-хана                                   | ас-Султан аль-Азам ва-л-Хакан аль-Мукаррам Захир ад-дин Мухаммад Джалал ад-дин Бабур, Падшах-и-Гази | 30.04.1526            | 26.12.1530            | Захир ад-дин Мухаммад Бабур 14.02.1483 26.12.1530                  |                                                                                               |                       |
| | ас-Султан аль-Азам ва-л-Хакан аль-Мукаррам, Джам-и-Султанат-и-хакики ва-Маджази, Саййид ас-Салатин, Абуль-Музаффар Насир ад-дин Мухаммад Хумаюн, Падшах-и-Гази, Зиллуллах | 26.12.1530 22.02.1555 | 17.05.1540 27.01.1556 | Насир ад-дин Мухаммад Хумаюн 6.03.1508 27.01.1556                  | Бабур (1483—1530) падишах Могольской империи                                                  |                       |
| Махам-бегум, дочь шиитского шейха Ахмада из Торбете-Джам, родственница Хусейна Байкары             | ас-Султан аль-Азам ва-л-Хакан аль-Мукаррам, Джам-и-Султанат-и-хакики ва-Маджази, Саййид ас-Салатин, Абуль-Музаффар Насир ад-дин Мухаммад Хумаюн, Падшах-и-Гази, Зиллуллах | 26.12.1530 22.02.1555 | 17.05.1540 27.01.1556 | Насир ад-дин Мухаммад Хумаюн 6.03.1508 27.01.1556                  |                                                                                               |                       |
| | ас-Султан аль-Азам ва-л-Хакан аль-Мукаррам, Имам-и-Адиль, Султан аль-Ислам Каффатт аль-Анам, Амир аль-Муминин, Малик-и-Хиндустан, Халифат аль-Мутаали, Абуль-Фатх Джалал ад-дин Мухаммад Акбар I, Сахиб-и-Заман, Падшах-и-Гази, Зиллуллах, Шаханшах-и-Султанат-уль-Хиндия-ва-л-Мугхалия | 27.01.1556            | 27.10.1605            | Джалал ад-дин Мухаммад Акбар 14.10.1542 17.10.1605                 | Хумаюн (1508—1556) падишах Могольской империи                                                 |                       |
| Хамида Бану-бегум (1527—1604), дочь персидского шиитского шейха Али-Акбара Джами                   | ас-Султан аль-Азам ва-л-Хакан аль-Мукаррам, Имам-и-Адиль, Султан аль-Ислам Каффатт аль-Анам, Амир аль-Муминин, Малик-и-Хиндустан, Халифат аль-Мутаали, Абуль-Фатх Джалал ад-дин Мухаммад Акбар I, Сахиб-и-Заман, Падшах-и-Гази, Зиллуллах, Шаханшах-и-Султанат-уль-Хиндия-ва-л-Мугхалия | 27.01.1556            | 27.10.1605            | Джалал ад-дин Мухаммад Акбар 14.10.1542 17.10.1605                 |                                                                                               |                       |
| | ас-Султан аль-Азам ва-л-Хакан аль-Мукаррам, Хушру-и-Гити Панах, Абуль-Фатх Нур ад-дин Мухаммад Джахангир, Падшах-и-Гази | 15.10.1605            | 8.11.1627             | Нур ад-дин Мухаммад Салим 30.08.1569 8.11.1627                     | Акбар I (1542—1605) падишах Могольской империи                                                |                       |
| Мариам уз-Замани (1542—1623), дочь раджи Дхундхара Бхармала                                        | ас-Султан аль-Азам ва-л-Хакан аль-Мукаррам, Хушру-и-Гити Панах, Абуль-Фатх Нур ад-дин Мухаммад Джахангир, Падшах-и-Гази | 15.10.1605            | 8.11.1627             | Нур ад-дин Мухаммад Салим 30.08.1569 8.11.1627                     |                                                                                               |                       |
| | Давар Бахш Бахадур Булаки Падшах-и-Гази | 12.11.1627            | 30.12.1627            | Султан Давар Бахш Бахадур 1603 2.02.1628                           | Шахзаде Султан Хусрау-мирза (1587—1622), 1-й сын падишаха Джахангира                          | Неизвестно            |
| Имя неизвестно, дочь субадара Азам-Хана Мирзы-Азиза Коки                                           | Давар Бахш Бахадур Булаки Падшах-и-Гази | 12.11.1627            | 30.12.1627            | Султан Давар Бахш Бахадур 1603 2.02.1628                           |                                                                                               | Неизвестно            |
| | Шаханшах ас-Султан аль-Азам ва-л-Хакан аль-Мукаррам, Малик-уль-Султанат, Ала Хазрат Абуль-Музаффар Шихаб ад-дин Мухаммад Шах Джахан I, Сахиб-и-Киран-и-Сани, Падшах-и-Гази, Зиллуллах, Шаханшах-и-Султанат-уль-Хиндия-ва-л-Мугхалия                                                     | 30.12.1627            | 8.03.1658             | Шахаб ад-дин Мухаммад Хюррам 5.01.1592 22.01.1666                  | Джахангир (1569—1627) падишах Могольской империи                                              |                       |
| Тадж-Биби Билкис-Макани (1573—1619), дочь раджи Марвара Шри Удай Сингхджи Сахиб Бахадура           | Шаханшах ас-Султан аль-Азам ва-л-Хакан аль-Мукаррам, Малик-уль-Султанат, Ала Хазрат Абуль-Музаффар Шихаб ад-дин Мухаммад Шах Джахан I, Сахиб-и-Киран-и-Сани, Падшах-и-Гази, Зиллуллах, Шаханшах-и-Султанат-уль-Хиндия-ва-л-Мугхалия                                                     | 30.12.1627            | 8.03.1658             | Шахаб ад-дин Мухаммад Хюррам 5.01.1592 22.01.1666                  |                                                                                               |                       |
| | Абуль-Фауз Насир ад-дин Мухаммад Тимур III Искандер II Сахиб-и-Киран-и-Сани Шах Шуджа Падшах-и-Гази | 11.1657               | 12.05.1660            | Султан Мухаммад Шах Шуджа Бахадур 23.06.1616 7.02.1661             | Шах Джахан I (1592—1666) падишах Могольской империи                                           | Неизвестно            |
| Мумтаз-Махал (1593—1631), дочь наместника Лахора Асаф-хана                                         | Абуль-Фауз Насир ад-дин Мухаммад Тимур III Искандер II Сахиб-и-Киран-и-Сани Шах Шуджа Падшах-и-Гази | 11.1657               | 12.05.1660            | Султан Мухаммад Шах Шуджа Бахадур 23.06.1616 7.02.1661             |                                                                                               | Неизвестно            |
| | Абуль-Музаффар Мурраввидж ад-дин Мухаммад Мурад Бахш Шах Мухаммад Сикандар Падшах-и-Гази | 30.11.1657            | 7.07.1658             | Султан Мухаммад Мурад Бахш Бахадур 9.10.1624 14.12.1661            | Шах Джахан I (1592—1666) падишах Могольской империи                                           |                       |
| Мумтаз-Махал (1593—1631), дочь наместника Лахора Асаф-хана                                         | Абуль-Музаффар Мурраввидж ад-дин Мухаммад Мурад Бахш Шах Мухаммад Сикандар Падшах-и-Гази | 30.11.1657            | 7.07.1658             | Султан Мухаммад Мурад Бахш Бахадур 9.10.1624 14.12.1661            |                                                                                               |                       |
| | ас-Султан аль-Азам ва-л-Хакан аль-Мукаррам, Хазрат Абуль-Музаффар Мухйи ад-дин Мухаммад Аурангзеб Бахадур Аламгир I, Падшах-и-Гази, Шаханшах-и-Султанат-уль-Хиндия-ва-л-Мугхалия | 31.07.1658            | 3.03.1707             | Мухйи ад-дин Мухаммад Аурангзеб 4.11.1618 3.03.1707                | Шах Джахан I (1592—1666) падишах Могольской империи                                           |                       |
| Мумтаз-Махал (1593—1631), дочь наместника Лахора Асаф-хана                                         | ас-Султан аль-Азам ва-л-Хакан аль-Мукаррам, Хазрат Абуль-Музаффар Мухйи ад-дин Мухаммад Аурангзеб Бахадур Аламгир I, Падшах-и-Гази, Шаханшах-и-Султанат-уль-Хиндия-ва-л-Мугхалия | 31.07.1658            | 3.03.1707             | Мухйи ад-дин Мухаммад Аурангзеб 4.11.1618 3.03.1707                |                                                                                               |                       |
| | Падшах-и-Мумалик Абуль-Файз Кутб ад-дин Мухаммад Азам Шах-и-Али Джах Гази | 14.03.1707            | 8.06.1707             | Кутб ад-дин Мухаммад Азам 28.06.1653 8.06.1707                     | Аламгир I (1618—1707) падишах Могольской империи                                              |                       |
| Дилрас Бану-бегум (1622—1657), дочь субадара Малвы, Ауда и Гуджарата Мирзы Бади аз-Замана Сефеви   | Падшах-и-Мумалик Абуль-Файз Кутб ад-дин Мухаммад Азам Шах-и-Али Джах Гази | 14.03.1707            | 8.06.1707             | Кутб ад-дин Мухаммад Азам 28.06.1653 8.06.1707                     |                                                                                               |                       |
| | Падшах Мухаммад Кам Бахш-и-Динпанах | 04.1707               | 13.01.1709            | Султан Мухаммад Кам Бахш Бахадур 6.03.1667 14.01.1709              | Аламгир I (1618—1707) падишах Могольской империи                                              |                       |
| Удайпури Махал Сахиба, урождённая Удайпури Бай                                                     | Падшах Мухаммад Кам Бахш-и-Динпанах | 04.1707               | 13.01.1709            | Султан Мухаммад Кам Бахш Бахадур 6.03.1667 14.01.1709              |                                                                                               |                       |
| | Сахиб-и-Киран Муаззам Шах Аламгир Сани Абу-н-Насир Сайид Кутб ад-дин Абуль-Музаффар Мухаммад Муаззам Шах Алам I Бахадур Шах I Падшах-и-Гази | 19.06.1707            | 27.02.1712            | Кутб ад-дин Мухаммад Муаззам 14.10.1643 27.02.1712                 | Аламгир I (1618—1707) падишах Могольской империи                                              |                       |
| Рахмат ан-Ниса Наваб Бай-бегум Сахиба (ум. 1691), дочь раджи княжества Раджаури из клана Джаррал   | Сахиб-и-Киран Муаззам Шах Аламгир Сани Абу-н-Насир Сайид Кутб ад-дин Абуль-Музаффар Мухаммад Муаззам Шах Алам I Бахадур Шах I Падшах-и-Гази | 19.06.1707            | 27.02.1712            | Кутб ад-дин Мухаммад Муаззам 14.10.1643 27.02.1712                 |                                                                                               |                       |
| | Шаханшах-и-Гази Абуль-Фатх Муизз ад-дин Мухаммад Джахандар Шах Сахиб-и-Киран Падшах-и-Джахан Шаханшах-и-Гази | 27.02.1712            | 11.01.1713            | Муизз ад-дин Мухаммад Джахандар Шах 9.05.1661 11.02.1713           | Бахадур Шах I (1643—1712) падишах Могольской империи                                          |                       |
| Низам Бай Сахиба (ум. 1692), дочь субадара Хайдарабада Фатха Йавара Джанг-Бахадура                 | Шаханшах-и-Гази Абуль-Фатх Муизз ад-дин Мухаммад Джахандар Шах Сахиб-и-Киран Падшах-и-Джахан Шаханшах-и-Гази | 27.02.1712            | 11.01.1713            | Муизз ад-дин Мухаммад Джахандар Шах 9.05.1661 11.02.1713           |                                                                                               |                       |
| | Абуль-Музаффар Муин ад-дин Мухаммад Шах Фарук Сийяр Алим Акбар Сани Вала Шан Падшах-и-Бахр-у-Бар | 11.01.1713            | 28.02.1719            | Муин ад-дин Мухаммад Фарук Сийяр 20.08.1685 19.04.1719             | Шахзаде Азим уш-Шан (1664—1712) субадар Бенгалии (1697—1712), 2-й сын падишаха Бахадур Шаха I |                       |
| Сахиба Низван, сестра субадара Кашмира Шаиста-Хана Хаджи-Инаятуллаха                               | Абуль-Музаффар Муин ад-дин Мухаммад Шах Фарук Сийяр Алим Акбар Сани Вала Шан Падшах-и-Бахр-у-Бар | 11.01.1713            | 28.02.1719            | Муин ад-дин Мухаммад Фарук Сийяр 20.08.1685 19.04.1719             |                                                                                               |                       |
| | Абуль-Баракат Султан Шамс ад-дин Мухаммад Рафи уд-Дараджат Падшах-и-Гази, Шаханшах-и-Бахр-у-Бар | 28.02.1719            | 6.06.1719             | Рафи уд-Дараджат Шамс ад-дин Мухаммад-мирза 30.11.1699 19.04.1719  | Шахзаде Рафи уш-Шан Бахадур (1670—1712), субадар Кабула, 3-й сын падишаха Бахадур Шаха I      |                       |
| Наваб-Разиат-ан-Ниса-бегум Сахиба, дочь Шахзаде Султана Мухаммада Акбара                           | Абуль-Баракат Султан Шамс ад-дин Мухаммад Рафи уд-Дараджат Падшах-и-Гази, Шаханшах-и-Бахр-у-Бар | 28.02.1719            | 6.06.1719             | Рафи уд-Дараджат Шамс ад-дин Мухаммад-мирза 30.11.1699 19.04.1719  |                                                                                               |                       |
| | Сахиб-и-Киран Мухаммад Шах Нику Сийяр Таимур-и-Сани Падшах-и-Заман | 18.05.1719            | 13.08.1719            | Мухаммад Нику Сийяр 1679 12.04.1723                                | Шахзаде Султан Мухаммад Акбар (1657—1706), субадар Мултана, 5-й сын падишаха Аламгира I       |                       |
| Наваб-Салима Бану-бегум Сахиба, дочь Шахзаде Султана Сулаймана Шикоха, наиб-субадара Кабула        | Сахиб-и-Киран Мухаммад Шах Нику Сийяр Таимур-и-Сани Падшах-и-Заман | 18.05.1719            | 13.08.1719            | Мухаммад Нику Сийяр 1679 12.04.1723                                |                                                                                               |                       |
| | Рафи уд-Даула Султан Рафи ад-дин Мухаммад Шах Джахан II и-Сани, Падшах-и-Гази, Шаханшах-и-Бахр-у-Бар | 6.06.1719             | 19.09.1719            | Рафи уд-Даула Султан Рафи ад-дин Мухаммад-мирза 06.1696 19.09.1719 | Шахзаде Рафи уш-Шан Бахадур (1670—1712), субадар Кабула, 3-й сын падишаха Бахадур Шаха I      |                       |
| Наваб-Нур ан-Ниса-бегум Сахиба, дочь Шайха Баки                                                    | Рафи уд-Даула Султан Рафи ад-дин Мухаммад Шах Джахан II и-Сани, Падшах-и-Гази, Шаханшах-и-Бахр-у-Бар | 6.06.1719             | 19.09.1719            | Рафи уд-Даула Султан Рафи ад-дин Мухаммад-мирза 06.1696 19.09.1719 |                                                                                               |                       |
| | Абуль-Фатх Захир ад-дин Мухаммад Ибрахим Шах-и-Шахан | 17.10.1720            | 13.11.1720            | Рафи аль-Кадр Султан Мухаммад Ибрахим-мирза 9.08.1703 31.01.1746   | Шахзаде Рафи уш-Шан Бахадур (1670—1712), субадар Кабула, 3-й сын падишаха Бахадур Шаха I      |                       |
| Наваб-Нур ан-Ниса-бегум Сахиба, дочь Шайха Баки                                                    | Абуль-Фатх Захир ад-дин Мухаммад Ибрахим Шах-и-Шахан | 17.10.1720            | 13.11.1720            | Рафи аль-Кадр Султан Мухаммад Ибрахим-мирза 9.08.1703 31.01.1746   |                                                                                               |                       |
| | Абуль-Музаффар Насир ад-дин Мухаммад Шах Сахиб-и-Киран-и-Сани Падшах-и-Гази | 27.09.1719            | 26.04.1748            | Рошан Ахтар Бахадур 17.08.1702 26.04.1748                          | Шахзаде Джахан Шах Бахадур (1673—1712), субадар Малвы, 6-й сын падишаха Бахадур Шаха I        |                       |
| Наваб Кудсиа аль-Алькаб Хазрат-бегум Сахиба, урождённая Фахр ан-Ниса-бегум Сахиба                  | Абуль-Музаффар Насир ад-дин Мухаммад Шах Сахиб-и-Киран-и-Сани Падшах-и-Гази | 27.09.1719            | 26.04.1748            | Рошан Ахтар Бахадур 17.08.1702 26.04.1748                          |                                                                                               |                       |
| | Абу-н-Насир Муджахид ад-дин Мухаммад Ахмад Шах Бахадур Падшах-и-Гази | 26.04.1748            | 2.06.1754             | Мирза Ахмад Шах 23.12.1725 1.01.1775                               | Мухаммад Шах (1702—1748), падишах Могольской империи                                          | Дели                  |
| Байджу Сахиба Наваб Кудсиа-бегум (Кибла-и-Алам, Мумтаз-Махал Сахиба, Удхам Бай), бывшая танцовщица | Абу-н-Насир Муджахид ад-дин Мухаммад Ахмад Шах Бахадур Падшах-и-Гази | 26.04.1748            | 2.06.1754             | Мирза Ахмад Шах 23.12.1725 1.01.1775                               |                                                                                               | Дели                  |
| | Абуль-Адиль Азиз ад-дин Мухаммад Аламгир II Сахиб-и-Киран Падшах-и-Гази | 2.06.1754             | 29.11.1759            | Мухаммад Азиз ад-дин Бахадур 16.06.1699 29.11.1759                 | Джахандар Шах (1661—1713), падишах Могольской империи                                         |                       |
| Ануп-Бай                                                                                           | Абуль-Адиль Азиз ад-дин Мухаммад Аламгир II Сахиб-и-Киран Падшах-и-Гази | 2.06.1754             | 29.11.1759            | Мухаммад Азиз ад-дин Бахадур 16.06.1699 29.11.1759                 |                                                                                               |                       |
| | Мухаммад Мухи аль-Миллат Шах Джахан III Падшах-и-Гази | 10.12.1759            | 10.10.1760            | Мухаммад Мухи аль-Миллат 1711 1772                                 | Шахзаде Мухаммад Мухи ас-Суннат-мирза (1690—1747), внук падишаха Аламгира I                   | Неизвестно            |
| Имя неизвестно                                                                                     | Мухаммад Мухи аль-Миллат Шах Джахан III Падшах-и-Гази | 10.12.1759            | 10.10.1760            | Мухаммад Мухи аль-Миллат 1711 1772                                 |                                                                                               | Неизвестно            |
| | Абдаллах Джалал ад-дин Абуль-Музаффар Хам ад-дин Мухаммах Али Гаухар Шах Алам II Сахиб-и-Киран Падшах-и-Гази | 24.12.1759 16.10.1788 | 29.08.1788 19.11.1806 | Мирза Абдаллах Али Гаухар 25.06.1728 19.11.1806                    | Аламгир II (1699—1759), падишах Могольской империи                                            |                       |
| Наваб Зинат-Махал Сахиба (Билал Кунвар)                                                            | Абдаллах Джалал ад-дин Абуль-Музаффар Хам ад-дин Мухаммах Али Гаухар Шах Алам II Сахиб-и-Киран Падшах-и-Гази | 24.12.1759 16.10.1788 | 29.08.1788 19.11.1806 | Мирза Абдаллах Али Гаухар 25.06.1728 19.11.1806                    |                                                                                               |                       |
| | Насир ад-дин Мухаммад Кучук Джахан Шах IV Падшах-и-Гази | 29.08.1788            | 16.10.1788            | Бидар Бахт Махмуд Шах Бахадур 1749 1790                            | Ахмад Шах (1725—1775), падишах Могольской империи                                             | Неизвестно            |
| Имя неизвестно                                                                                     | Насир ад-дин Мухаммад Кучук Джахан Шах IV Падшах-и-Гази | 29.08.1788            | 16.10.1788            | Бидар Бахт Махмуд Шах Бахадур 1749 1790                            |                                                                                               | Неизвестно            |
| | Абу Насир Муин ад-дин Мухаммад Акбар Шах II Сахиб-и-Киран-и-Сани Падшах-и-Гази | 19.11.1806            | 28.09.1837            | Мирза Муин ад-дин Мухаммад 22.04.1760 28.09.1837                   | Шах Алам II (1728—1806), падишах Могольской империи                                           |                       |
| Наваб Кудсиа-бегум Мубарак-Махал Сахиба, дочь Сираджа ад-Даулы Мирзы Акбара Али-хана Сефеви        | Абу Насир Муин ад-дин Мухаммад Акбар Шах II Сахиб-и-Киран-и-Сани Падшах-и-Гази | 19.11.1806            | 28.09.1837            | Мирза Муин ад-дин Мухаммад 22.04.1760 28.09.1837                   |                                                                                               |                       |
| | Абуль-Музаффар Сирадж ад-дин Мухаммад Бахадур Шах II Падшах-и-Гази | 28.09.1837            | 14.09.1857            | Мирза Абу Зафар Мухаммад Бахадур 24.10.1775 7.11.1862              | Акбар Шах II (1760—1837), падишах Могольской империи                                          | Дагоун, Янгон, Мьянма |
| Кудсиа-бегум Сахиба, ранее известная как Лал Бай (Каллу Бай)                                       | Абуль-Музаффар Сирадж ад-дин Мухаммад Бахадур Шах II Падшах-и-Гази | 28.09.1837            | 14.09.1857            | Мирза Абу Зафар Мухаммад Бахадур 24.10.1775 7.11.1862              |                                                                                               | Дагоун, Янгон, Мьянма |